# الألعاب الأولمبية
الألعاب الأولمبية الحديثة ((بالفرنسية: Jeux olympiques)‏) هي أحداث رياضية دولية تشمل مسابقات رياضية صيفية وشتوية، يشارك فيها رياضيون من كلا الجنسين في المنافسات المختلفة ويمثلون وفوداً مختلفة من جميع أنحاء العالم. تعتبر الألعاب الأولمبية المنافسة الرياضية الأولى في العالم بمشاركة أكثر من 200 دولة. حيث ينظم هذا الحدث حالياً كل سنتين في السنوات الزوجية، بتناوب الألعاب الصيفية والشتوية بعد أن كانت تقام كلتا المسابقتين كل أربع سنوات، وفي نفس السنة حتى عام 1992. تسمى فترة الأربع سنوات بين سنوات الدورات بأولمبياد.
تم استلهام إنشائها من الألعاب الأولمبية القديمة ((بالإغريقية: Ὀλυμπιακοί Ἀγῶνες)‏)، التي كانت تعقد في أولمبيا، اليونان من القرن الثامن قبل الميلاد إلى القرن الرابع الميلادي. حيث أسس البارون بيير دي كوبرتان اللجنة الأولمبية الدولية (IOC) في عام 1894 عبر الكونغرس الأولمبي، هذه اللجنة التي قادت إلى تنظيم أول دورة ألعاب أولمبية حديثة في أثينا عام 1896. واللجنة الأولمبية الدولية هي الهيئة الإدارية للحركة الأولمبية، ويحدد الميثاق الأولمبي هيكلتها وسلطتها.
أدى تطور الحركة الأولمبية خلال القرنين العشرين والحادي والعشرين إلى العديد من التغييرات في الألعاب الأولمبية. تشمل هذه التعديلات إنشاء الألعاب الأولمبية الشتوية للرياضات الثلجية والجليدية، والألعاب البارالمبية خاصة بالرياضيين ذوي الإحتياجات الخاصة، والألعاب الأولمبية للشباب خاصة بالرياضيين الذين تتراوح أعمارهم بين 14 و 18 عامًا، والألعاب القارية الخمس (عموم أمريكا، الأفريقية، الآسيوية، الأوروبية، والمحيط الهادئ)، والألعاب العالمية للرياضات التي لم تدرج على جدول برنامج الألعاب الأولمبية. كما تؤيد اللجنة الأولمبية الدولية ألعاب الصم والأولمبياد الخاص. وكان على اللجنة الأولمبية الدولية التكيف مع مجموعة متنوعة من التطورات الاقتصادية والسياسية والتكنولوجية. من بين هذه التطورات الاقتصادية إساءة استخدام قواعد الهواة من قبل بلدان الكتلة الشرقية، التي دفعت اللجنة الأولمبية الدولية إلى السماح للرياضيين المحترفين بالمشاركة في الألعاب بعد أن كانت حكراً على مشاركة الرياضيين الهواة فقط، كما أرادها مؤسس الألعاب كوبرتان. ومن بين هذه التطورات التكنولوجية الأهمية المتزايدة لوسائل الإعلام التي أدت إلى الإلتفات لأهمية رعاية الشركات والتسويق العام للألعاب الأولمبية. أما على صعيد السياسة فقد أدت الحروب العالمية إلى إلغاء الألعاب الأولمبية لعام 1916 و1940 و1944؛ كذلك أدت المقاطعات واسعة النطاق خلال الحرب الباردة إلى الحد من المشاركة في أولمبياد 1980 و1984؛ أما على الصعيد الصحي فقط تم تأجيل دورة الألعاب الأولمبية 2020 حتى عام 2021 نتيجة لجائحة كوفيد-19.
تتكون الحركة الأولمبية من الاتحادات الرياضية الدولية (IFs)، واللجان الأولمبية الوطنية (NOCs)، واللجنة المنظمة لدورة الألعاب الأولمبية المزمع إنعقادها. اللجنة الأولمبية الدولية بصفتها هيئة صنع القرار فإنها المسؤولة عن اختيار المدينة المضيفة لكل دورة، وكذلك فهي تنظم وتمول الألعاب وفقًا للميثاق الأولمبي. وتحدد اللجنة الأولمبية الدولية أيضًا البرنامج الأولمبي الذي يتكون من الألعاب الرياضية التي سيتم التنافس عليها في كل دورة للألعاب الأولمبية. يشمل الاحتفال بالألعاب الأولمبية العديد من الطقوس والرموز الأولمبية، مثل العلم الأولمبي والشعلة الأولمبية، بالإضافة إلى حفلي الافتتاح والختام. تنافس أكثر من 14000 رياضي في الألعاب الأولمبية الصيفية 2016 والألعاب الأولمبية الشتوية 2018 مجتمعة، في 35 رياضة مختلفة وأكثر من 400 حدث. يحصل الفائزون بالمركز الأول والثاني والثالث في كل حدث على ميداليات أولمبية، حيث يتوج الرياضي الحاصل على المركز الأول بالميدالية الذهبية، والثاني بالفضية، والثالث بالبرونزية.

## الألعاب الأولمبية القديمة

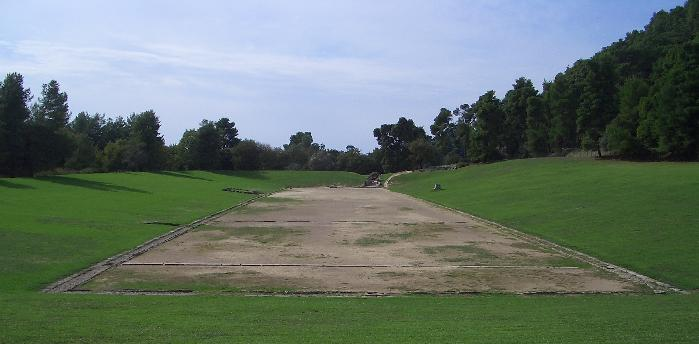
ملعب في أولمبيا، اليونان

كانت الألعاب الأولمبية القديمة عبارة عن مزيج من مهرجانات دينية ورياضية تقام كل أربع سنوات في حرم زيوس في أولمبيا باليونان. كانت المنافسة تتم بين ممثلي العديد من دول المدن وممالك اليونان القديمة. وكانت ألعاب القوى هي المنافسات الرياضية الرئيسية في برنامج تلك الدورات، وكذلك كان البرنامج بتضمن الرياضات القتالية مثل المصارعة ورياضة بانكراتيو اليونانية، بالإضافة إلى مسابقات الخيل وأحداث سباق العربات. لقد كتب على نطاق واسع أنه خلال الألعاب، كان يتم تأجيل جميع النزاعات بين دول المدن المشاركة حتى انتهاء الألعاب. عُرف وقف الأعمال العدائية هذا باسم السلام أو الهدنة الأولمبية. وقد سمحت الهدنة لأولئك الحجاج الدينيين الذين كانوا يسافرون إلى أولمبيا بالمرور عبر الأراضي المتحاربة دون مضايقة لأنهم كانوا محميين من قبل زيوس. إلا أن هذه الفكرة لاقت بعض النقد، حيث اعتبرها البعض ما هي إلا مجرد أسطورة حديثة لا أساس لها من الصحة، لأن اليونانيين لم يعلقوا حروبهم أبدًا. يكتنف أصل الألعاب الأولمبية الغموض والأساطير. وواحدة من أكثر الأساطير شيوعًا تعتبر هرقل (هيراكليس) ووالده زيوس هم أسلاف ومؤسسي الألعاب الأولمبية. وفقًا للأسطورة، كان هيراكليس هو أول من أطلق على الألعاب تسمية «الأولمبية»، وأرسى تقليد عقدها كل أربع سنوات. وتستمر الأسطورة بسرد الأحداث بأنه بعد أن أكمل هيراكليس أعماله الإثني عشر، قام ببناء الملعب الأولمبي تكريما لزيوس. وبعد الانتهاء من بنائه قام بالسير بخط مستقيم لمسافة 200 خطوة، وأطلق على هذه المسافة «ستاديون» (باليونانية: στάδιον)‏، (باللاتينية: stadium)، والتي أصبحت فيما بعد وحدة قياس للمسافة. التاريخ الأكثر قبولًا لبدء الألعاب الأولمبية القديمة هو 776 قبل الميلاد؛ يعتمد هذا التاريخ على النقوش الموجودة في أولمبيا، والتي تُدرج أسماء الفائزين بسباق كان يقام كل أربع سنوات بدءًا من 776 قبل الميلاد. تضمنت الألعاب القديمة أحداث الجري، الخماسي (القفز، رمي القرص، رمي الرمح، الجري، والمصارعة)، الملاكمة، المصارعة، بانكراتيو، وأحداث الفروسية. تقول التقاليد أن كورويبوس، وهو طباخ من مدينة إليس، كان أول بطل أولمبي.
كان للألعاب الأولمبية بُعداً دينياً، حيث تضمنت الألعاب الأولمبية أحداثاَ رياضية جنبًا إلى جنب مع طقوس تقديم الأضحية والقرابين لكل من زيوس (حيث ينتصب تمثاله الشهير المصمم من قبل النحات فيدياس في معبده في أولمبيا) وبيلوبس البطل المقدس والملك الأسطوري لأوليمبيا. وقد اشتهر بيلوبس بسباق مركبته مع ملك مدينة بيساتيس الملك أونوماوس. وكان للألعاب الأولمبية بُعداً ثقافياً حيث كان المؤرخون والشعراء والنحاتون يخلدون انتصارات الفائزين من خلال القصائد والتماثيل. كانت الدورات الأولمبية تعقد كل أربع سنوات، واستخدم اليونانيون هذه الفترة المعروفة باسم الأولمبياد كإحدى وحدات قياس الوقت. كانت الألعاب جزءًا من دورة تُعرف باسم الألعاب الهيلينية، والتي تضمنت بالإضافة إلى الألعاب الأولمبية كل من الألعاب البيثية، الألعاب النيمية والألعاب البرزخية.
بلغت الألعاب الأولمبية ذروة نجاحها في القرنين السادس والخامس قبل الميلاد، لكن أهميتها بدأت بالتراجع تدريجياً وذلك تزامناً مع ازدياد سيطرة ونفوذ الرومان في اليونان. على الرغم من عدم وجود إجماع علمي حول موعد انتهاء الألعاب رسميًا، إلا أن التاريخ الأكثر شيوعًا هو عام 393 ميلادية، عندما أصدر الإمبراطور ثيودوسيوس مرسومًا يقضي بإلغاء جميع العبادات والممارسات الوثنية. وهناك تاريخ آخر يتم الاستشهاد به بشكل شائع هو عام 426 ميلادية، عندما أمر الإمبراطور ثيودوسيوس الثاني بتدمير جميع المعابد اليونانية.

## الألعاب الأولمبية الحديثة

### رواد الألعاب الأولمبية الحديثة

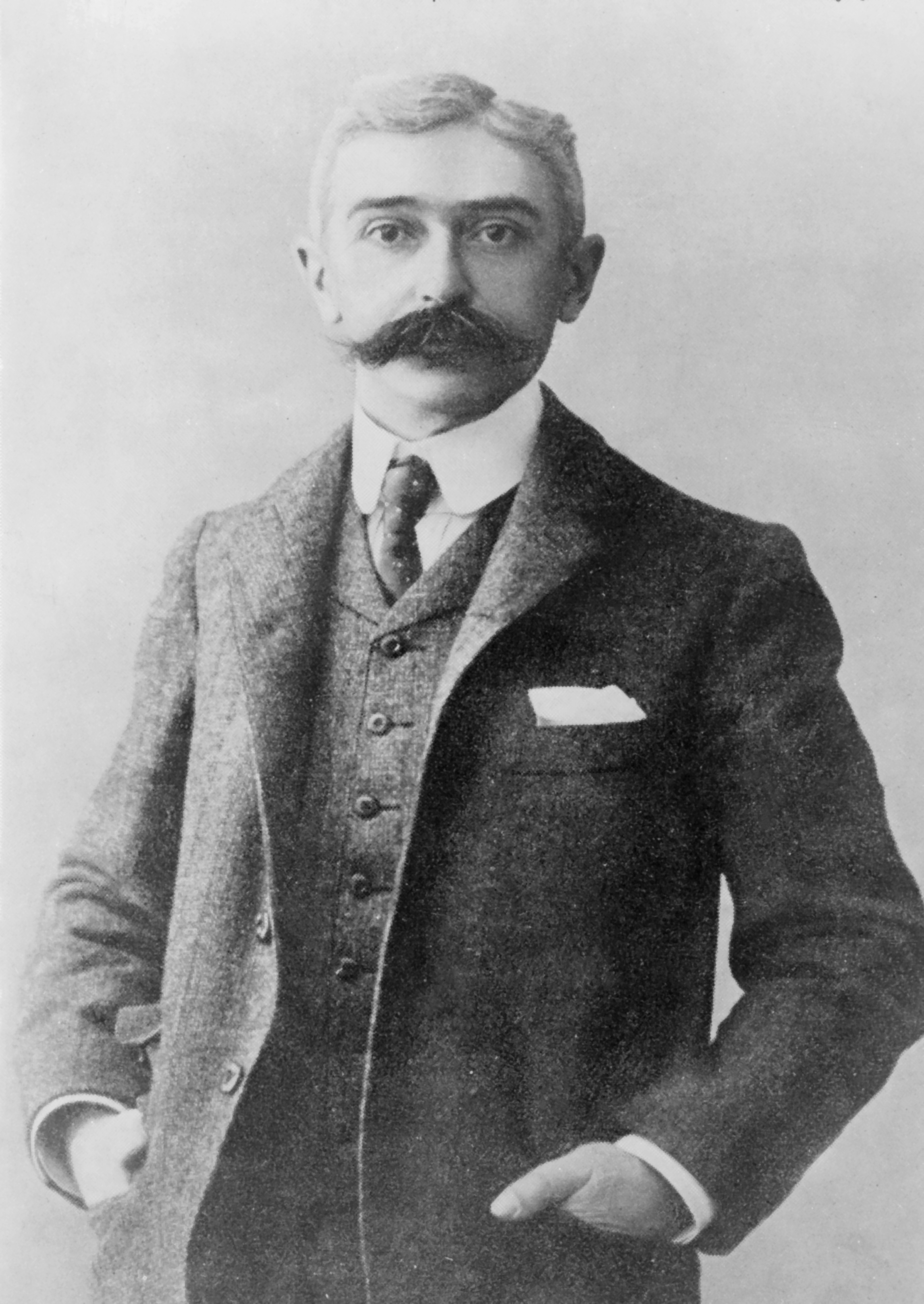
البارون بيير دي كوبرتان

تم توثيق عدة استخدامات مختلفة لمصطلح «أولمبي» لوصف بعض الأحداث الرياضية في العصر الحديث وذلك منذ القرن السابع عشر. كان أول حدث من هذا القبيل هو ألعاب كوتسوولد أو «ألعاب كوتسوولد أوليمبيك»، وهو اجتماع سنوي بالقرب من قرية شيبينغ كامبدين في إنجلترا، يتضمن رياضات مختلفة. تم تنظيمه لأول مرة من قبل المحامي روبرت دوفر بين عامي 1612 و 1642، وهو مستمر إلى يومنا هذا. حيث ذكرت الجمعية الأولمبية البريطانية في عرضها المقدم لإستضافة دورة الألعاب الأولمبية لعام 2012 في لندن، بأن هذه الألعاب تعتبر التحركات الأولى لمبادرات بريطانيا الأولمبية.
كذلك كان هناك أولمبياد الجمهورية (L'Olympiade de la République) وهو مهرجان أولمبي وطني كان يقام سنويًا من 1796 إلى 1798 في فرنسا الثورية، في محاولة لمحاكاة الألعاب الأولمبية القديمة. تضمنت المسابقة عدة تخصصات من الألعاب الأولمبية اليونانية القديمة. تميزت ألعاب 1796 أيضًا بإدخال النظام المتري في الرياضة.
في عامي 1834 و 1836، أقيمت أحداث رياضية تحاكي الألعاب الأولمبية في منطقة فرملس، السويد (Olympiska spelen i Ramlösa)، وأحداث أخرى في ستوكهولم، السويد عام 1843، ونظمها جميعًا غوستاف يوهان شارتاو وآخرون. وشاهد الألعاب ما يقارب 25000 متفرج.
في عام 1850، ابتدع الطبيب ويليام بيني بروكس ما سمي بالفصل الأولمبي في منطقة ماتش وينلوك في مدينة شروبشاير، إنجلترا. وفي عام 1859 غيّر بروكس الاسم إلى ألعاب وينلوك الأولمبية. هذا الحدث الرياضي ما زال يقام سنوياً إلى يومنا هذا. وكان بروكس قد قام بتأسيس جمعية وينلوك الأولمبية في 15 نوفمبر 1860، التي تقوم بتنظيم هذا الحدث.
بين أعوام 1862 و 1867، كانت مدينة ليفربول تستضيف وتنظم ألعاباً أولمبية سنوية. ابتكر هذه الألعاب كل من جون هولي وتشارلز ميلي، وكانت أول ألعاب خاصة بالرياضيين الهواة، وكذلك كانت ذات طابع دولي. كان برنامج أول أولمبياد حديث في أثينا عام 1896 مطابقًا تقريبًا لبرنامج أولمبياد ليفربول. في عام 1865 أسس كلا من ويليام بروكس، جون هولي وإرنست جورج رافنشتاين الجمعية الأولمبية الوطنية في ليفربول، والتي تحولت فيما بعد إلى الجمعية الأولمبية البريطانية. كان لمواد وبنود تأسيس الجمعية الدور البارز في وضع إطار عمل الميثاق الأولمبي الدولي. بعد تأسيس الجمعية بعام وتحديداَ في عام 1866 تم تنظيم دورة ألعاب أولمبية وطنية في بريطانيا العظمى في كريستال بالاس بلندن.

### إحياء الألعاب الأولمبية الحديثة

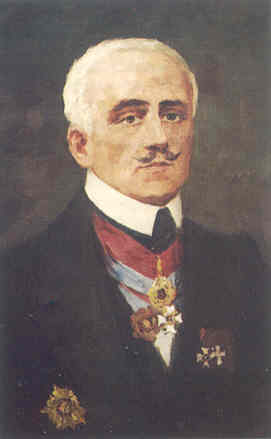
إيفانجيلوس زابا

بدأ الاهتمام اليوناني بإعادة إحياء الألعاب الأولمبية بالتزامن مع حرب الاستقلال اليونانية عن الدولة العثمانية في عام 1821. وأول من اقترح إعادة عقد الألعاب الأولمبية هو الشاعر والمحرر باناجيوتيس سوتسوس وذلك في قصيدته «حوار الموتى» التي نُشرت عام 1833. وكان إيفانجيلوس زابا، وهو يوناني روماني ثري، قد راسل ملك اليونان أوتو عام 1856، عارضاً عليه تمويل إحياء دائم للألعاب الأولمبية. وفعلاَ رعى زابا أول دورة ألعاب أولمبية في عام 1859 التي سميت تكريما له باسم «أولمبياد زابا»، والتي أقيمت في ميدان مدينة أثينا. شارك بهذه الدورة رياضيون من اليونان والدولة العثمانية. قام زابا بتمويل ترميم ملعب باناثينايكو القديم حتى يتمكن من استضافة جميع الألعاب الأولمبية المستقبلية. استضاف الملعب الألعاب الأولمبية في عامي 1870 و 1875. سُجل حضور ثلاثون ألف متفرج لدورة عام 1870، ولا يوجد سجلات حضور رسمية متاحة لدورة ألعاب 1875.
في عام 1890 حضر بيير دي كوبرتان دورة الألعاب الأولمبية لجمعية وينلوك الأولمبية، التي ألهمته بتأسيس اللجنة الأولمبية الدولية (IOC). وقد بنى كوبرتان على أفكار بروكس وزابا التي تهدف إلى إنشاء دورة ألعاب أولمبية دولية تقام كل أربع سنوات. وقدم كوبرتان هذه الأفكار خلال المؤتمر الأولمبي الأول للجنة الأولمبية الدولية المنشأة حديثًا. عُقد هذا الاجتماع في الفترة من 16 إلى 23 يونيو 1894، في جامعة باريس. وفي اليوم الأخير من المؤتمر، تقرر أن تُقام أول دورة ألعاب أولمبية تحت رعاية اللجنة الأولمبية الدولية في أثينا في عام 1896. وانتخبت اللجنة الأولمبية الدولية الكاتب اليوناني ديمتريوس فيكيلاس كأول رئيس لها.

### أولمبياد أثينا 1896

حفل الافتتاح في ملعب باناثينايكو، 6 أبريل 1896

تم استضافة الألعاب الأولمبية الأولى التي أقيمت تحت رعاية اللجنة الأولمبية الدولية في ملعب باناثينايكو في أثينا عام 1896. جمعت الألعاب 14 دولة و 241 رياضيًا شاركوا في 43 حدثًا. كان زابا وابن عمه كونستانتينوس زابا قد تبرعو بوديعة للحكومة اليونانية لتمويل الألعاب الأولمبية المستقبلية. تم استخدام هذه الوديعة للمساعدة في تمويل ألعاب 1896. كذلك ساهم رجل الأعمال جورج أفيروف في تجديد الملعب استعدادًا للألعاب. وأيضا قدمت الحكومة اليونانية تمويلاً، والذي كان من المتوقع استرداده من خلال بيع التذاكر ومن بيع أول مجموعة طوابع تذكارية أولمبية.
كان المسؤولون اليونانيون والجمهور متحمسين لتجربة استضافة الألعاب الأولمبية الأولى. شارك في هذا الشعور العديد من الرياضيين، حتى أنهم طالبوا بأن تكون أثينا المدينة المضيفة للأولمبياد بشكل دائم. تعتزم اللجنة الأولمبية الدولية نقل الألعاب اللاحقة إلى مدن مضيفة مختلفة حول العالم. أقيمت الدورة الأولمبية الثانية في باريس.

### الألعاب المقحمة 1906

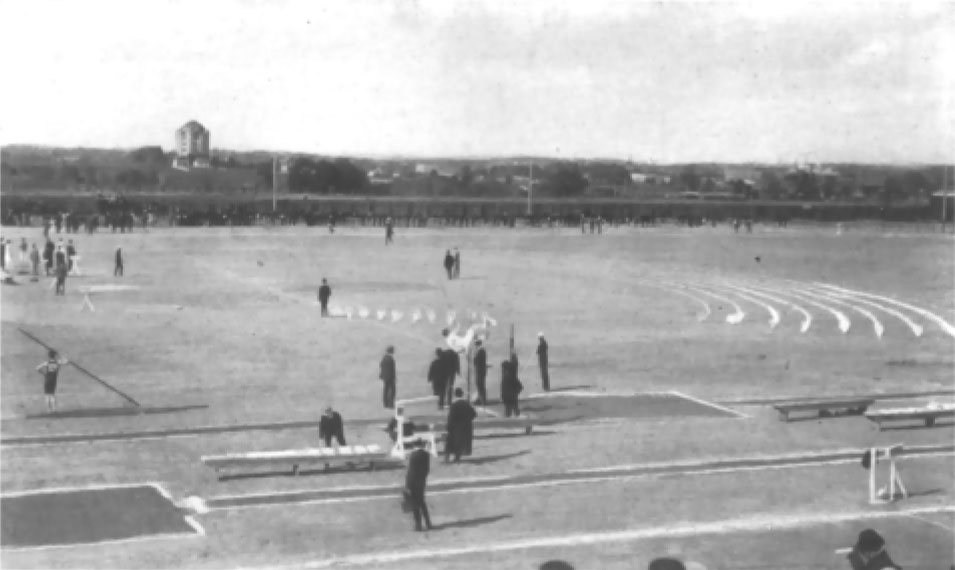
ميدان فرانسيس، جامعة واشنطن في سانت لويس خلال الألعاب الأولمبية الصيفية 1904

بعد نجاح دورة ألعاب 1896، دخلت الألعاب الأولمبية فترة ركود هددت بقاءها. حيث أن الألعاب الأولمبية التي أقيمت ضمن فعاليات كل من معرض باريس عام 1900 ومعرض شراء لويزيانا في سانت لويس عام 1904 ما كانت إلا جزء من برنامج تلك المعارض، وقد استغرقت مدة طويلة تجاوزت الأشهر وحتى أن بعض سجلاتها تعرضت للضياع. واعتبرت هذه الفترة من تاريخ الألعاب الأولمبية بأنها الأضعف بكل المعايير على مستوى الحركة الأولمبية. إلا أنها سرعان ما انتعشت مجدداً مع الألعاب الأولمبية المقحمة عام 1906 (تسمية مقحمة (Intercalated) أتت لكونها ثاني ألعاب أولمبية تقام في الأولمبياد الثالث)، وقد أقيمت في أثينا. شارك في هذه الألعاب عدد كبير من الرياضيين وولدت قدرًا كبيرًا من الاهتمام العام، مما مثل بداية ارتفاع في شعبية الألعاب الأولمبية وحجمها. تم الاعتراف رسميًا بألعاب 1906 من قبل اللجنة الأولمبية الدولية في ذلك الوقت (على الرغم من أنها لم تعد كذلك)، ولم يتم عقد أي ألعاب مقحمة جديدة منذ ذلك الحين.

### الألعاب الأولمبية الشتوية

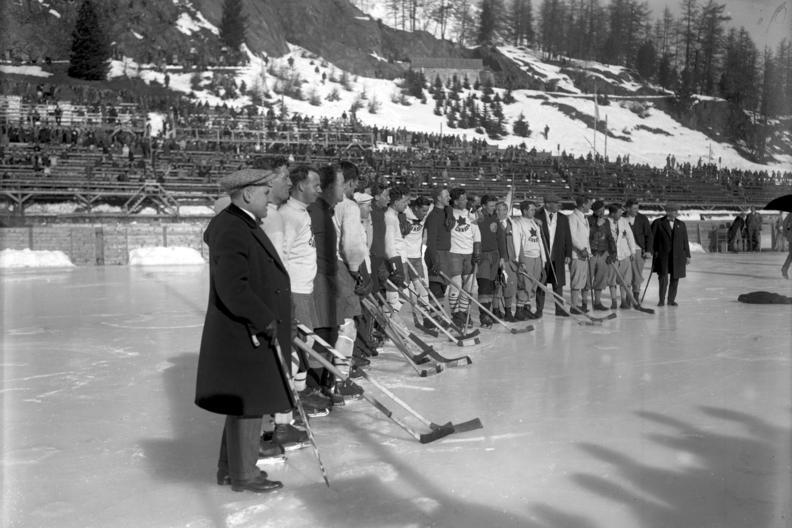
هوكي الجليد خلال الألعاب الشتوية 1928 في سانت موريتز

تم إنشاء الألعاب الأولمبية الشتوية لتتضمن الرياضات الثلجية والجليدية التي كان من المستحيل من الناحية اللوجستية عقدها خلال الألعاب الصيفية. قبل الألعاب الشتوية كانت رياضة التزلج على الجليد من ضمن برنامج دورات 1908 و 1920 الصيفية، وكذلك هوكي الجليد في دورة 1920. أرادت اللجنة الأولمبية الدولية توسيع قائمة الرياضات هذه لتشمل الأنشطة الرياضية الشتوية الأخرى. وفي المؤتمر الأولمبي لعام 1921 في لوزان، تقرر عقد نسخة شتوية من الألعاب الأولمبية. وفي عام 1924 عُقدت أول ألعاب أولمبية شتوية في مدينة شاموني، فرنسا، والتي استمرت لمدة 11 يوم. على الرغم من أنه كان من المقرر أن تستضيف نفس الدولة كلاً من الألعاب الشتوية والصيفية في عام معين، تم التخلي عن هذه الفكرة بسرعة. واكتفت اللجنة الأولمبية الدولية بأن يتم الاحتفال بالألعاب الشتوية كل أربع سنوات في نفس العام الذي تقام به نظيرتها الصيفية. تم الحفاظ على هذا التقليد حتى ألعاب 1992 في ألبرتفيل، فرنسا. بعد ذلك وبدءًا من دورة الألعاب الأولمبية لعام 1994، تقام الألعاب الأولمبية الشتوية كل أربع سنوات، وذلك بعد عامين من كل دورة ألعاب أولمبية صيفية.

### الألعاب البارالمبية

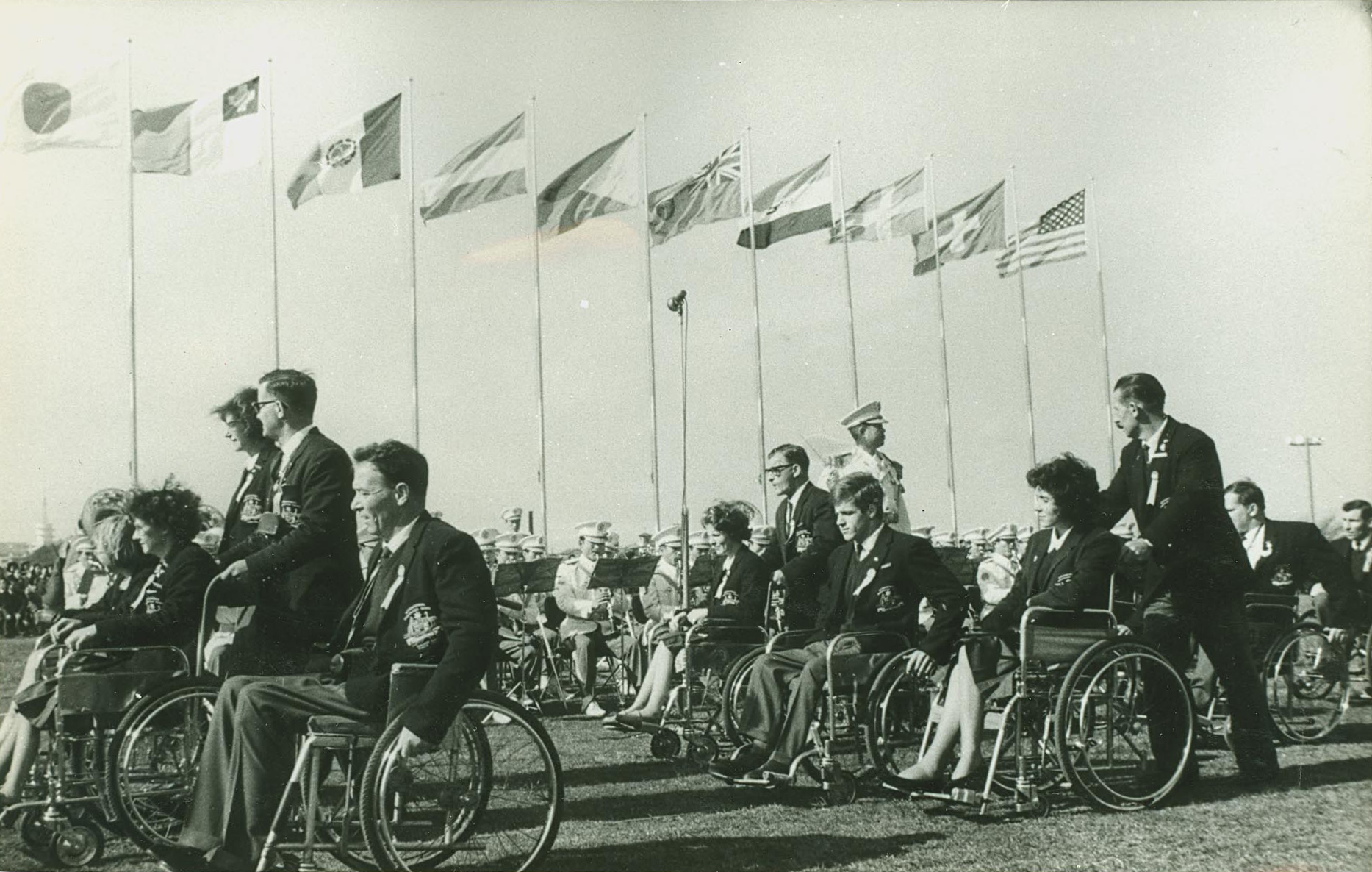
الألعاب البارالمبية الصيفية 1964 في طوكيو

الألعاب البرالمبية هي حدث رياضي خاص بالرياضيين من ذوي الإحتياجات الخاصة. في عام 1948 وبالتزامن مع انعقاد أولمبياد لندن 1948، نظّم الطبيب البريطاني لودفيج جوتمان مجموعة من الأنشطة الرياضية بين عدة مستشفيات، شارك بهذا الحدث جرحى الحرب العالمية الثانية من الجنود في سبيل تعزيز إعادة تأهيلهم صحياً ونفسياً واستخدام الرياضة كوسيلة للشفاء. أصبح هذا الحدث الرياضي يُعرف باسم ألعاب ستوك ماندفيل، وكان يقام سنوياً على مدى الإثنا عشر سنة التالية.
في عام 1960 حضر 400 رياضي إلى روما للتنافس في «الألعاب الأولمبية الموازية»، التي أقيمت بالتوازي مع الألعاب الأولمبية الصيفية، والتي أصبحت تُعرف باسم أول ألعاب بارالمبية. منذ ذلك الحين تقام الألعاب البرالمبية في كل عام أولمبي، وبدءًا من دورة الألعاب الأولمبية الصيفية 1988 في سول، أصبحت المدينة المضيفة للألعاب الأولمبية تستضيف أيضا الألعاب البارالمبية. وقعت اللجنة الأولمبية الدولية (IOC) واللجنة البارالمبية الدولية (IPC) اتفاقية في عام 2001 تضمن بأن المدن المضيفة سيتم التعاقد معها على إدارة كل من الألعاب الأولمبية والألعاب البارالمبية. دخلت الإتفاقية حيز التنفيذ في دورة الألعاب الصيفية لعام 2008 في بكين، وفي دورة الألعاب الشتوية لعام 2010 في فانكوفر.

### ألعاب الشباب
في عام 2001 وضع رئيس اللجنة الأولمبية الدولية آن ذاك جاك روج مخطط لإنشاء دورة ألعاب خاصة بالرياضيين الذين تتراوح أعمارهم بين 14 و 18 سنة، وتمت الموافقة على الإقتراح خلال اجتماع الدورة 119 للجنة الأولمبية الدولية عام 2007. أقيمت الألعاب الأولمبية الصيفية الأولى للشباب في سنغافورة في الفترة من 14 إلى 26 أغسطس 2010، في حين أقيمت الألعاب الأولمبية الشتوية الأولى للشباب في إنسبروك النمساوية في الفترة من 13 إلى 22 يناير 2012. هذه الألعاب أقصر من الألعاب الأولمبية الأساسية حيث تستمر النسخة الصيفية اثني عشر يومًا، بينما تستمر النسخة الشتوية تسعة أيام. تسمح اللجنة الأولمبية الدولية لـ 3500 رياضي و 875 مسؤولًا بالمشاركة في الألعاب الأولمبية الصيفية للشباب، و 970 رياضيًا و 580 مسؤولًا في الألعاب الأولمبية الشتوية للشباب. تتزامن هذه الدورات مع الدورات الأولمبية للكبار بشكل عكسي لناحية الفصول، حيث تزامن الألعاب الصيفية للشباب بنفس سنة الألعاب الشتوية للكبار والألعاب الشتوية للشباب بنفس سنة الألعاب الصيفية للكبار.

### تطور المشاركة
نمت المشاركة في الألعاب الأولمبية الصيفية من 241 مشاركًا، مثلوا 14 دولة في عام 1896، إلى أكثر من 11200 مشارك، مثلوا 207 دولة في عام 2016. نطاق وحجم الألعاب الأولمبية الشتوية أصغر؛ على سبيل المثال، استضافت بيونغ تشانغ 2922 رياضيًا من 92 دولة في عام 2018. يقيم معظم الرياضيين والمسؤولين طوال مدة الألعاب فيما يسمى بالقرية الأولمبية. حيث يتم تصميم مركز الإقامة هذا ليكون منزلًا مكتفيًا بذاته لجميع المشاركين الأولمبيين، ومجهز بالكافيتريات والعيادات الصحية ومراكز لممارسة الشعائر الدينية.
وفقَا للميثاق الأولمبي تسمح اللجنة الأولمبية الدولية بتشكيل اللجان الأولمبية الوطنية (NOCs) التي تقوم بتمثيل الدول في الحركة الأولمبية. في السابق سمح للمستعمرات والتبعيات بتشكيل لجان وطنية أولمبية تمثلها في الألعاب الأولمبية، ومن الأمثلة على ذلك أقاليم مثل بورتوريكو وبرمودا وهونغ كونغ، حيث أنها تنافس بوفود مستقلة على الرغم من كونها جزءًا سيادياَ من دولة أخرى. أما النسخة الحالية من الميثاق الأولمبي فهي لا تسمح بإنشاء لجان وطنية إلا لتمثيل دول مؤهلة لأن تكون مستقلة ومعترف فيها من المجتمع الدولي. وبالتالي، لم تسمح اللجنة الأولمبية الدولية بتشكيل اللجان الأولمبية الوطنية لسانت مارتن وكوراساو عندما اكتسبوا نفس الوضع الدستوري مثل أروبا في عام 2010، على الرغم من أن اللجنة الأولمبية الدولية قد اعترفت باللجنة الأولمبية في أروبا في عام 1986. منذ عام 2012، كان لدى الرياضيين من جزر الأنتيل الهولندية السابقة خيار تمثيل هولندا أو أروبا.

### تكلفة الألعاب
في دراسة أجريت في جامعة أكسفورد عن الألعاب الأولمبية صدرت عام 2016، وجدت أن التكاليف المتعلقة بالأمور الرياضة في دورات الألعاب الصيفية منذ دورة 1960، كانت في المتوسط 5.2 مليار دولار أمريكي وبالنسبة للألعاب الشتوية 3.1 مليار دولار أمريكي. وهذه الارقام لا تشمل تكاليف البنية التحتية المرتبطة بإستضافة المدينة للألعاب؛ مثلا استحداث أو صيانة الطرق والسكك الحديدية والمطارات، والتي غالبًا ما تكلف الكثير أو أكثر من التكاليف المرتبطة بالأمور الرياضة. كانت أكثر الدورات الصيفية تكلفة هي تلك التي جرت في بكين عام 2008، حيث بلغت التكاليف الإجمالية مابين 40 و44 مليار دولار أمريكي، أما الأكثر تكلفة عل صعيد الدورات الشتوية فكانت تلك التي جرت في سوتشي عام 2014 بقيمة 51 مليار دولار أمريكي. حتى عام 2016 كان كل رياضي يشارك في الألعاب يكلف في المتوسط ما فيمته 599000 دولار أمريكي للألعاب الصيفية و 1.3 مليون دولار للألعاب الشتوية. وبلغ أكبر متوسط تكلفة بالنسبة لدورات الصيفية في ألعاب لندن 2012، حيث بلغت تقريبا 1.4 مليون دولار أمريكي لكل رياضي؛ وفي سوتشي 2014 بالنسبة لدورات الشتوية، حيث وصلت إلى 7.9 مليون دولار أمريكي.
في ألعاب مونتريال 1976 وألعاب موسكو 1980، تكبد البلد المضيف نفقات تجاوزت بشكل كبير الإيرادات، في محاولة منهم لتقديم أفضل النسخ الأولمبية، إلا أن دورة 1984 في لوس أنجلوس خضعت لرقابة صارمة على صعيد النفقات، ومما ساعد على الحد من النفقات هي مساهمة الشركات الراعية في دفع بعض النفقات، مما جعل تلك الدورة من انجح الدورات على صعيد الإيرادات المالية. استخدمت اللجنة الأولمبية المنظمة (OCOG) بقيادة بيتر أوبيروث بعض الأرباح كمنح لمؤسسة LA84 وذلك للترويج للرياضة في جنوب كاليفورنيا، ولتثقيف المدربين وإنشاء مكتبة رياضية.
إلا أن مسألة تجاوز النفقات في الميزانيات المعتمدة لتنظيم الألعاب الأولمبية أمر شائع. حيث ان متوسط التجاوز في الموازنة منذ دورة 1960 يبلغ تقريباَ 156٪ من القيمة الأساسية، مما يعني أن التكاليف الفعلية تحولت في المتوسط إلى 2.56 ضعف الميزانية التي تم تقديرها في وقت الفوز بعطاء استضافة الألعاب. سجلت مونتريال 1976 أعلى تكلفة تجاوز للألعاب الصيفية، ولأي ألعاب أخرى، بنسبة 720٪؛ بينما سجلت ألعاب ليك بلاسيد 1980 أعلى تكلفة في الألعاب الشتوية بنسبة 324٪. في لندن 2012 تجاوزت التكلفة 76٪، أما سوتشي 2014 فكانت النسبة 289٪.

### التأثير الاقتصادي والاجتماعي على المدن والبلدان المضيفة
يششكك العديد من الاقتصاديين في الفوائد الاقتصادية لاستضافة الألعاب الأولمبية، مؤكدين أن مثل هذه «الأحداث الضخمة» غالبًا ما يكون لها تكاليف كبيرة بينما تسفر عن فوائد قليلة نسبيًا على المدى الطويل. وعلى العكس من ذلك، يبدو أن استضافة الألعاب الأولمبية (أو حتى تقديم عرض للاستضافة) تزيد من صادرات البلد المضيف، حيث يرسل البلد المضيف أو البلد المرشح إشارة حول الانفتاح التجاري عند تقديم العطاءات لاستضافة الألعاب. علاوة على ذلك، تشير الأبحاث إلى أن استضافة الألعاب الأولمبية الصيفية لها تأثير إيجابي قوي على المساهمات الخيرية للشركات التي يقع مقرها الرئيسي في المدينة المضيفة، والتي يبدو أنها تفيد القطاع غير الربحي المحلي. يبدأ هذا التأثير الإيجابي في السنوات التي تسبق الألعاب وقد يستمر لعدة سنوات بعد ذلك، وإن لم يكن بشكل دائم. تشير هذه النتيجة إلى أن استضافة الألعاب الأولمبية قد تخلق فرصًا للمدن للتأثير على الشركات المحلية بطرق تفيد القطاع غير الربحي المحلي والمجتمع المدني.
كما كان للألعاب آثار سلبية كبيرة على المجتمعات المضيفة؛ على سبيل المثال، أفاد مركز حقوق الإسكان وحالات الإخلاء أن الألعاب الأولمبية شردت أكثر من مليوني شخص على مدى عقدين من الزمن، وغالبًا ما أنحصر أثرها الإيجابي على الإثرياء دون ان ينعكس بشكل متناسب على الفئات المحرومة.
كانت دورة الألعاب الأولمبية الشتوية لعام 2014 في سوتشي أغلى دورة ألعاب أولمبية في التاريخ، حيث تجاوزت تكلفتها 50 مليار دولار أمريكي. ووفقًا لتقرير البنك الأوروبي للإنشاء والتعمير الذي تم إصداره بالتزامن مع انعقاد الألعاب، فإن هذه التكلفة لن تعزز الاقتصاد الوطني لروسيا، ولكنها قد تجذب الأعمال إلى سوتشي ومنطقة كراسنودار الجنوبية في روسيا في المستقبل وذلك نتيجة للخدمات الجديدة والمحسنة في المنطقة. إلا أنه بحلول كانون الأول (ديسمبر) 2014، صرحت صحيفة الغارديان بأن سوتشي «تبدو الآن وكأنها مدينة أشباح»، مستشهدة باسلوب انتشار الملاعب والصالات الرياضية، والأبنية التي لم تكتمل بعد، بالإضافة إلى التأثيرات الإجمالية للاضطراب السياسي والاقتصادي في روسيا ذاك الوقت.
ولأسباب التكلفة العالية لإستضافة الألعاب الأولمبية، كانت قد سحبت أربع مدن على الأقل عروضها لاستضافة الألعاب الأولمبية الشتوية لعام 2022، عائدة بالأسباب إلى التكاليف المرتفعة أو الافتقار إلى الدعم المحلي، حيث أنتهى السباق حين ذلك إلى تنافس بين مدينتين فقط، هما ألماتي-كزاخستان وبكين-الصين. ووفقاَ لذلك صرحت صحيفة الغارديان في يوليو 2016، بأن أكبر تهديد لمستقبل الألعاب الأولمبية هو أن عددًا قليلاً جدًا من المدن ترغب في استضافتها. وقد تكرر الأمر عند تقديم العروض لاستضافة الألعاب الأولمبية الصيفية 2024، حيث رسى السباق بين مدينتين هما باريس ولوس أنجلوس، لذلك اتخذت اللجنة الأولمبية الدولية خطوة غير عادية بمنح كل من ألعاب 2024 إلى باريس وألعاب 2028 إلى لوس أنجلوس.

## اللجنة الأولمبية الدولية
تضم الحركة الأولمبية عددًا كبيرًا من المنظمات والاتحادات الرياضية الوطنية والدولية، والشركاء الإعلاميين المعترف بهم، وكذلك الرياضيين والمسؤولين والقضاة وكل شخص آخر ومؤسسة توافق على الالتزام بقواعد الميثاق الأولمبي. بصفتها المنظمة الجامعة للحركة الأولمبية، فإن اللجنة الأولمبية الدولية (IOC) مسؤولة عن اختيار المدينة المضيفة، والإشراف على تخطيط الألعاب الأولمبية، وتحديث واعتماد برنامج الألعاب الأولمبية، والتفاوض بشأن حقوق الرعاية والبث.
تتكون الحركة الأولمبية من ثلاثة عناصر رئيسية:
- الاتحادات الدولية (IFs) وهي الهيئات الإدارية التي تشرف على رياضة ما على المستوى الدولي. على سبيل المثال، الاتحاد الدولي لكرة القدم (فيفا) والاتحاد الدولي للكرة الطائرة. ويوجد حاليًا 35 اتحاداَ دولياَ في الحركة الأولمبية، تمثل كل من الرياضات الأولمبية.[80]
- اللجان الأولمبية الوطنية (NOCs) وهي اللجان التي تمثل وتنظم الحركة الأولمبية في كل بلد. على سبيل المثال، اللجنة الأولمبية الروسية (ROC) هي اللجنة الأولمبية الوطنية لدولة الاتحاد الروسي. ويوجد حاليًا 205 لجنة أولمبية وطنية معترف بها من قبل اللجنة الأولمبية الدولية.[81][82]
- اللجنة المنظمة للألعاب الأولمبية (OCOGs) هي لجنة مؤقتة ومسؤولة عن تنظيم دورة ألعاب أولمبية واحدة معينة. حيث يتم حل اللجنة المنظمة بعد كل دورة بمجرد تسليم التقرير النهائي إلى اللجنة الأولمبية الدولية.[83]

اللغتان الفرنسية والإنجليزية هما اللغتان الرسميتان للحركة الأولمبية. وفي حال كانت المدينة المضيفة لها لغة رسمية غير الفرنسية أو الإنجليزية، فإنها تعتمد كلغة رسمية إضافية و بشكل مؤقت طيلة فترة انعقاد الدورة الأولمبية. حيث يتم التحدث بكل إعلان (مثل الإعلان عن كل دولة خلال موكب الدول في حفل الافتتاح) بهذه اللغات الثلاث (أو أكثر)، أو اللغتين الرئيسيتين اعتمادًا على ما إذا كانت الدولة المضيفة دولة ناطقة باللغة الإنجليزية أو الفرنسية؛ الفرنسية يتم التحدث بها دائمًا أولاً، تليها الترجمة الإنجليزية، ثم اللغة السائدة للدولة المضيفة (عندما لا تكون الإنجليزية أو الفرنسية).

### انتقادات وجهت إلى اللجنة الأولمبية الدولية
غالبًا ما انتقدت اللجنة الأولمبية الدولية بأنها منظمة ذات سلطة استنسابية ومتسلطة، وكذلك عدم وجود مدة زمنية للبقاء في مركز داخل اللجنة. حيث كانت الفترات الرئاسية لكل من أفيري بروندج وخوان أنطونيو سامارانش مثيرة للجدل. حيث حارب بروندج بقوة من أجل المحافظة على طابع مشاركة الهواة وكان ضد تسويق الألعاب الأولمبية، حتى عندما أصبحت هذه المواقف تُنظر إليها على أنها تتعارض مع حقائق الرياضة الحديثة. كذلك اتهم بروندج بالعنصرية بسبب رفضه استبعاد جنوب إفريقبا التي كان يحكمها نظام الفصل العنصري آن ذاك أو اتهامه بمعاداة السامية. أما فترة رئاسة سامارانش، اتُهمت اللجنة بكل من المحسوبية والفساد. وكانت علاقات سامارانش مع نظام فرانكو في إسبانيا أيضًا مصدرًا للنقد.
ومن الانتقادات تلك التي وجهت إلى اللجنة في عام 1998، حيث أفيد أن العديد من أعضاء اللجنة الأولمبية الدولية قد حصلوا على هدايا من أعضاء لجنة عرض سولت ليك لاستضافة دورة الألعاب الأولمبية الشتوية 2002. وكان قد أجري أربعة تحقيقات مستقلة بخصوص القضية: من قبل اللجنة الأولمبية الدولية، واللجنة الأولمبية الأمريكية (USOC)، واللجنة المنظمة لألعاب سولت ليك (SLOC)، ووزارة العدل الأمريكية. حيث أنه كان هناك شعور بأن قبول الهدايا كان مثار شك من الناحية الأخلاقية. ونتيجة لذلك، تم طرد عشرة أعضاء من اللجنة الأولمبية الدولية وفرضت عقوبات على عشرة آخرين. وقد تم اعتماد قواعد أكثر صرامة للعطاءات وعروض الاستضافة المستقبلية، وتم وضع حد أقصى لعدد المدن التي يمكن قبول عروضها للإستضافة من قبل أعضاء اللجنة الدولية. بالإضافة إلى ذلك، حددت أعمار قصوى لمن يشغل عضوية اللجنة ومدة زمنية لتولي هذه العضوية، وأضيف خمسة عشر رياضياَ أولمبياَ سابقاَ إلى اللجنة.
أفيد في عام 1999، أن اللجنة المسؤولة عن تقديم عرض ناغانو لإستضافة ألعاب 1998 الشتوية قد أنفقت حوالي 14 مليون دولار على برامج ترفيه أعضاء اللجنة الأولمبية الدولية وعددهم 62 والعديد من الأفراد التي لها ارتباطات بالأعضاء. الأرقام الدقيقة غير معروفة بسبب قيام اللجنة المنظمة لألعاب ناغانو بتلف السجلات المالية، بعد أن طلبت اللجنة الأولمبية الدولية عدم الإعلان عن نفقات الترفيه.
في برنامج وثائقي لقناة بي بي سي بعنوان بانوراما: شراء الألعاب، والذي تم بثه في أغسطس 2004، تناول البرنامج موضوع تلقي الرشاوى في عملية تقديم العطاءات لإستضافة دورة الألعاب الأولمبية الصيفية لعام 2012. وتحدث البرنامج الوثائقي عن أنه كان من الممكن رشوة أعضاء اللجنة الأولمبية الدولية للتصويت لمدينة معينة. وكان رئيس بلدية باريس برترون ديلانوي قد اتهم رئيس الوزراء البريطاني توني بلير ولجنة تقديم العرض في لندن التي كان يرأسها الأولمبي السابق سيباستيان كو بخرق قواعد تقديم العروض، وذلك بعد خسارة باريس عرض إستضافة ألعاب 2012 لمصحلة العرض المقدم من لندن. واستشهد بالرئيس الفرنسي جاك شيراك آن ذاك كشاهد.
وكذلك خيم الجدل على عرض تورينو لإستضافة الألعاب الأولمبية الشتوية لعام 2006. حيث أن عضو اللجنة الأولمبية الدولية مارك هودلر، كان مرتبط بشكل وثيق بعرض سيون المنافس لعرض تورينو، زعم بتقديم رشوة لمسؤولي اللجنة الأولمبية الدولية من قبل أعضاء اللجنة المنظمة في تورينو. أدت هذه الاتهامات إلى تحقيق واسع النطاق، وأيضا أدت إلى سخط العديد من أعضاء اللجنة الأولمبية الدولية من الإتهامات، مما يكون قد ساهم بخسارة عرض سيون لمصلحة العرض المقدم من تورينو و نيلها شرف إستضافة الألعاب. وفي عام 2020 وثق مجموعة من الباحثين في جامعة أكسفورد التكاليف المرتفعة وتجاوزات التكاليف للألعاب بنسب عالية وانتقدتو اللجنة الأولمبية الدولية لعدم تحملها مسؤولية كافية للسيطرة على التكاليف المتزايدة. بدورها انتقدت اللجنة الأولمبية الدولية الدراسة، مما أدى بالباحثين بالرد على الأنتقاد نقطة بنقطة، في رسالة مفتوحة إلى رئيس اللجنة الأولمبية الدولية توماس باخ.
تدار الألعاب الأولمبية الدولية بواسطة اللجنة الأولمبية الدولية International Olympic Committee اختصارا (IOC)
و التي مقرها الرئيسي في لوزان، سويسرا.
أنشأت اللجنة الأولمبية الدولية سنة 1894 في باريس، فرنسا.
يعدّ أعضاء اللجنة الأولمبية الدولية مندوبين من اللجنة إلى دولهم وليسوا مندوبين من دولهم إلى اللجنة، ينتخب معظم أعضاء للجنة الأولمبية الدولية بعد خدمتهم في اللجان الأولمبية الوطنية في دولهم.
كان كل أعضاء اللجنة الأولمبية الدولية الأولى من أوروبا والأمريكيتين مع استثناء لعضو واحد من نيوزيلندا، انتخب أول عضو آسيوي في اللجنة عام 1908 وأول عضو إفريقي سنة 1910.
حالياً، لا يزال معظم أعضاء اللجنة من بلدان أوروبا وأمريكا الشمالية.
يجب على أعضاء اللجنة التقاعد في نهاية السنة التي يبلغون فيها الثمانين وذلك ما لم يتم انتخابهم قبل سنة 1966 حيث يستطيعون في هذه الحالة البقاء في اللجنة مدى الحياة.
تشرف اللجنة الدولية على العديد من الأعمال منها تحديد موقع الألعاب الأولمبية والمفاوضة من أجل الحقوق النقل التلفزيوني للألعاب الأولمبية.
ينتخب رئيس اللجنة الأولمبية من قبل أعضاء اللجنة الأولمبية الدولية وتتم مساعدته من قبل مكتب تنفيذي وعدد من نوابه.
أول رئيس للجنة الأولمبية هو ديميتريوس فيكيلاس (1894-1896) خلفه الفرنسي بيير دي كوبرتان (1896-1925) ثم البلجيكي هنري دي باليت لاتور (1925-1942) ثم السويدي سيغفريد إيدستروم (1946-1952) ثم الأميركي أفيري برندج (1952-1972) ثم الإيرلندي مايكل موريس (1972-1980) وبعدها الأسباني خوان أنطونيو سامارانش (1980-2001) ثم البلجيكي جاك روغ (2001-2013) ثم الألماني توماس باخ (2013-).

## استضافة الألعاب الأولمبية
لاستضافة الألعاب الأولمبية يجب أن تتقدم المدينة بطلب إلى اللجنة الأولمبية الدولية وبعد أن تسلم جميع الطلبات تقوم اللجنة بالتصويت، إذا لم تنجح أي مدينة بالحصول على غالبية الأصوات تقوم اللجنة باستبعاد المدينة التي نالت أقل أصوات، ويستمر التصويت في مراحل متعاقبة حتى تنجح أحد المدن بنيل الأكثرية.
وتمنح المدينة الفائزة عدد من السنوات قبل الاستضافة للتحضير للألعاب الأولمبية.
يدخل عدد من العوامل في اختيار مكان الألعاب الأولمبية ومن أهم هذه العوامل، احتواء المدينة (أو وعود بالبناء) على المرافق والتسهيلات وقدرة اللجان التنظيمية على إنجاح الألعاب الأولمبية.
ويضاف إلى هذه العوامل المدن التي تقع في مناطق من العالم لم تستضف الألعاب الأولمبية من قبل مثل طوكيو، اليابان 1964 ومكسيكو، المكسيك 1968.
حالما تمنح الاستضافة لمدينة معينة تصبح مهمة التنظيم تابعة للجنة المنظمة وليس للجنة الأولمبية الدولية.

## رموز أولمبية

### العلم الأولمبي

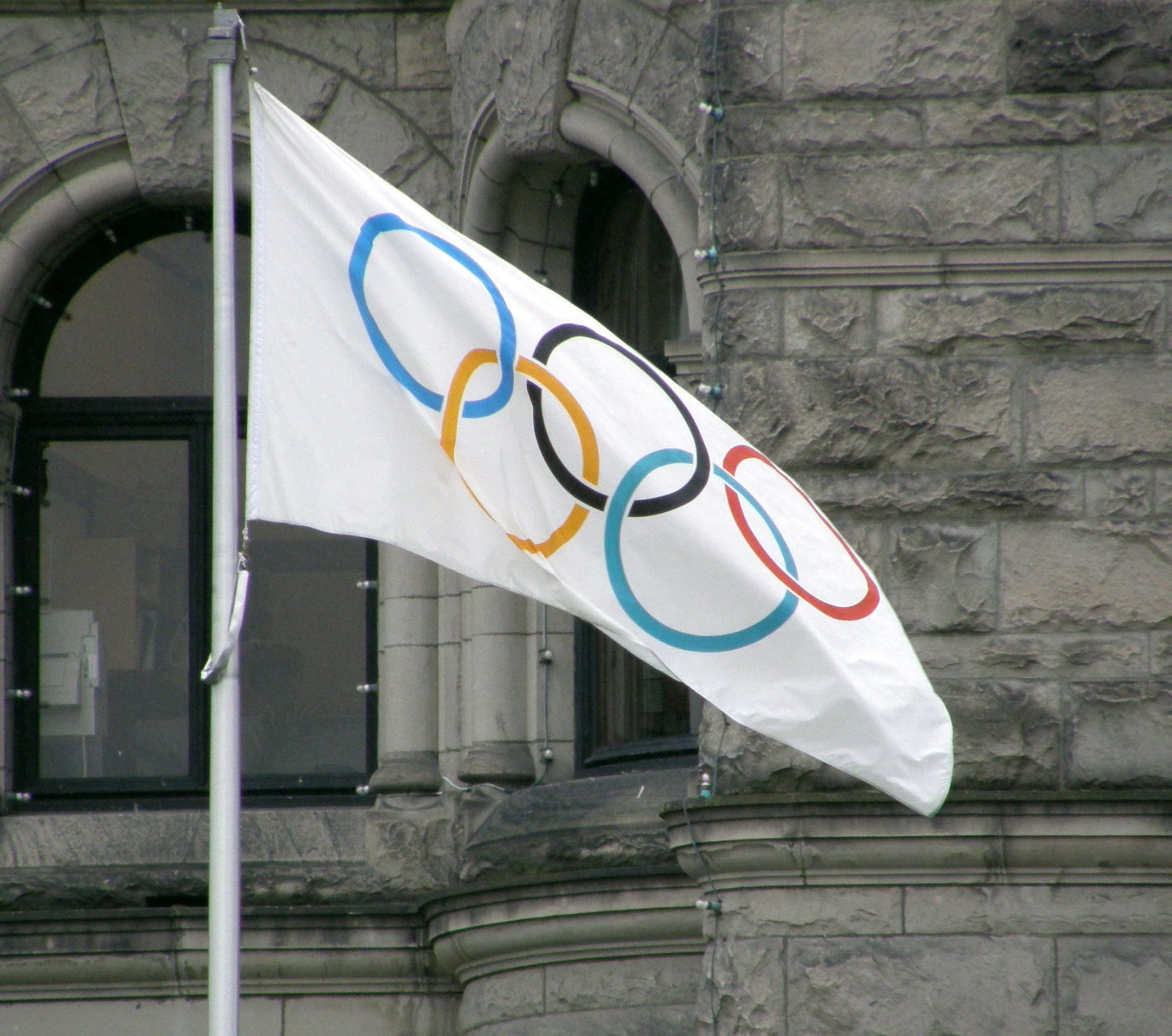
علم الأولمبياد

وهو علم أبيض متموج دلالة على خفقانه في الهواء بالأعالي وفيه خمس دوائر مترابطة تمثل قارات العالم الخمس (أوروبا وأسيا وأفريقيا وأوقيانوسيا وأمريكا) في إطار أهداف الألعاب الأولمبية النبيلة التي تدعوا لتوحد العالم وتناسي الضغائن والأحقاد، وهذا العلم كان قد اختير من فكرة الفرنسي بيير دي كوبرتان. في عام 1913 وهو مؤسس الألعاب الأولمبية الحديثة وبقي على حاله إلى يومنا هذا،
ترمز الدائرة السوداء في العلم إلى القارة الأفريقية كون العرق المسيطر هناك هو الأسود، الدائرة الصفراء ترمز للقارة الأسيوية كون العرق المسيطر هناك هو الأصفر، الدائرة الحمراء ترمز للقارة الأميركية كون الشعوب الحمراء (الهنود الحمر) هم السكان الأصليين، الدائرة الخضراء ترمز للقارة الأوروبية كونها القارة الوحيدة في العالم التي ليس فيها صحراء ويطغي عليها الخضار، الدائرة الزرقاء ترمز للقارة الأوقيانية كون معظم الدول في هذه القارة هي جزر تحيط بها مياه البحار.

### القسم الأولمبي
يقرأ هذا القَسَم في يوم الافتتاح من قبل أشهر رياضيين البلد المضيف للأولمبياد، وقد وضعه بيير دي كوبرتان مؤسس الألعاب الأولمبية الحديثة. ونص القسم:

### النشيد الأولمبي
اعتمدت اللجنة الأولمبية الدولية نشيدها في جلستها رقم (55) في مدينة طوكيو عام 1958م، وأودعت اللجنة موسيقى هذا النشيد في المقر الرئيسي للجنة الأولمبية الدولية. وكان أول نشيد ألقي في الدورة الأولمبية الأولى «دورة أثينا عام 1896م»، اقتبس عن أنشودة رياضية إغريقية قديمة، ودشنت به الألعاب الأولمبية الأولى في العصر الحديث. وكتبه الشاعر «كوستيس بالاماس»: «يا عبقري القدم الأزلي، والد الصحيح والجميل والخير، إنزل إلى هذه الأرض وتحت هذه السماء، الشاهدتين على مجدك، أنرنا بشعاعك». وكان البارون الفرنسي «كوبرتان» يفكر في أن يرافق المسابقات الرياضية، إلقاء مقاطع شعرية في رؤية توحيدية لطاقات الإنسان.

### الشعار الأولمبي
مكتوب باللغة اللاتينية عند مدخل الملاعب التي تجري فيها المباريات وهو CTTUS ALTIUS FORTIUS أي (أسرع، أعلى، أقوى). وتشير إلى روح المنافسة التي تلهب المتبارين المشاركين في الألعاب الأولمبية.

### الميثاق الأولمبي
هو دستور عمل الحركة الأولمبية، وتنظيم الدورات الأولمبية، وهو الجامع للأحكام والقوانين، التي تقرها اللجنة الأولمبية الدولية . وفي حالة وجود نزاع، أو خلاف حول تفسير أو تطبيق هذه القرارات، يتم الفصل فيها عن طريق المكتب التنفيذي للجنة الأولمبية الدولية. وفي بعض الحالات عن طريق التحكيم أمام هيئة التحكيم الرياضي CAS. التي أٌنشئت عام 1993م، وتتشكل المحكمة من عشرين قاضياً، وتعدّ هيئة عليا مستقلة عن اللجنة الأولمبية الدولية.

## المراسم

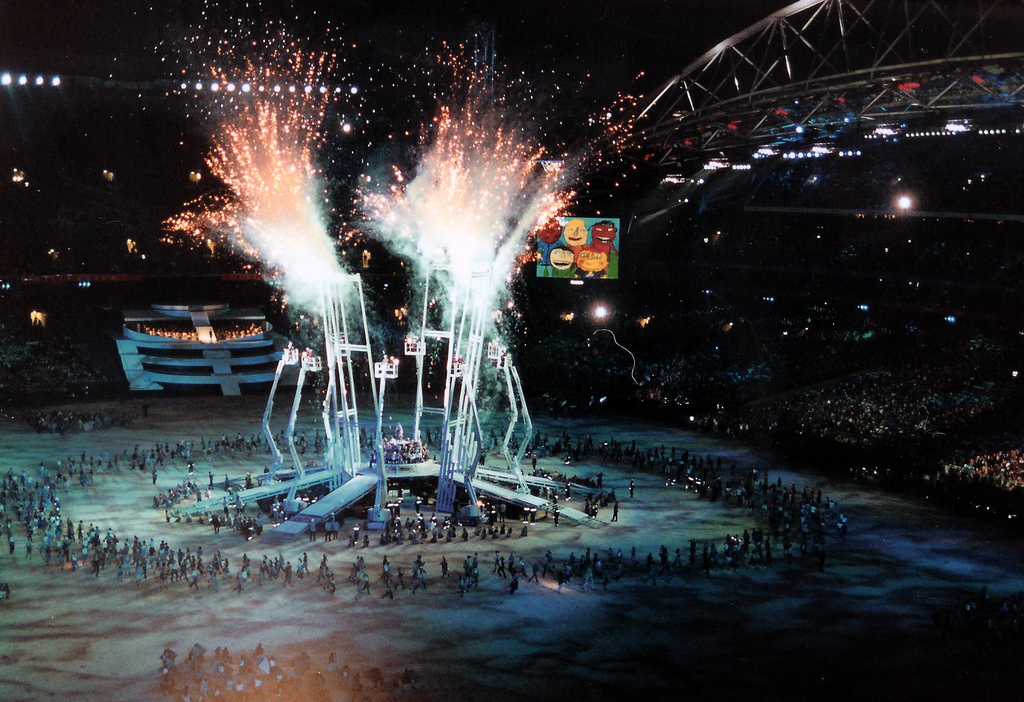
حفل افتتاح سيدني 2000.

يوجد في الألعاب الأولمبية العديد من المراسم تؤكد معظمها على الصداقة العالمية والتعاون السلمي.
في حفل الافتتاح يتم استعراض الدول المشاركة حيث تدخل الفرق من كل دولة الإستاد الرئيسي كجزء من الموكب.
يدخل دائما الفريق اليوناني أولاً لإحياء الأصل التاريخي للألعاب الحديثة وفريق الدولة المضيفة يكون دائما آخر الفرق الداخلة.
تطور حفل الافتتاح عبر السنوات ليحتوي على أعمال فنية وموسيقى وخطابات ومهرجان.
يعبر تبادل الشعلة الأولمبية عن انتقال المبادئ الأولمبية من اليونان القديمة إلى العالم الحديث.
وتقدم الشعلة الأولمبية في حفل الافتتاح منذ سنة 1936 في الألعاب الأولمبية في برلين.
خلال التبادل يتم إشعال المشعل في أولمبيا، اليونان وتحمل خلال عدد من الأسابيع أو الشهور إلى المدينة المستضيفة عبر سلسلة من العدائين.
وبعد أن يشعل آخر العدائين الشعلة الأولمبية في الإستاد الرئيسي يقوم رئيس البلد المضيف بإعلان بدء الألعاب الأولمبية ويطلق سرب من الحمامات لتمثيل الأمل في السلام العالمي.
وهناك عنصران هامان ظهرا خلال ألعاب أنتويرب، بلجيكا سنة 1920 وهما
- 1- العلم الأولمبي مع خمس حلقات متداخلة بألوان مختلفة لتمثل دول أفريقيا، أميركا الشمالية والجنوبية، أوقيانوسيا، آسيا، أوروبا.
- 2- قراءة القسم الأولمبي بواسطة أحد رياضيي البلد المضيف باسم جميع الرياضيين المشاركين

يؤكد القسم على التزام الرياضيين بمبادئ الروح الرياضية في المنافسة.
تعدّ الميداليات من العناصر الهامة في الألعاب حيث توزع الميداليات لأصحاب المراكز الثلاثة الأولى عقب انتهاء المنافسات في كل لعبة حيث تقام مراسم التتويج فيصعد أصحاب هذه المراكز على المنصة ليتقلدوا الميداليات الذهبية والفضية والبرونزية وترفع الأعلام الوطنية للمتسابقين الثلاثة بينما يعزف النشيد الوطني للمتسابق الفائز.

## أولى الألعاب الأولمبية الحديثة

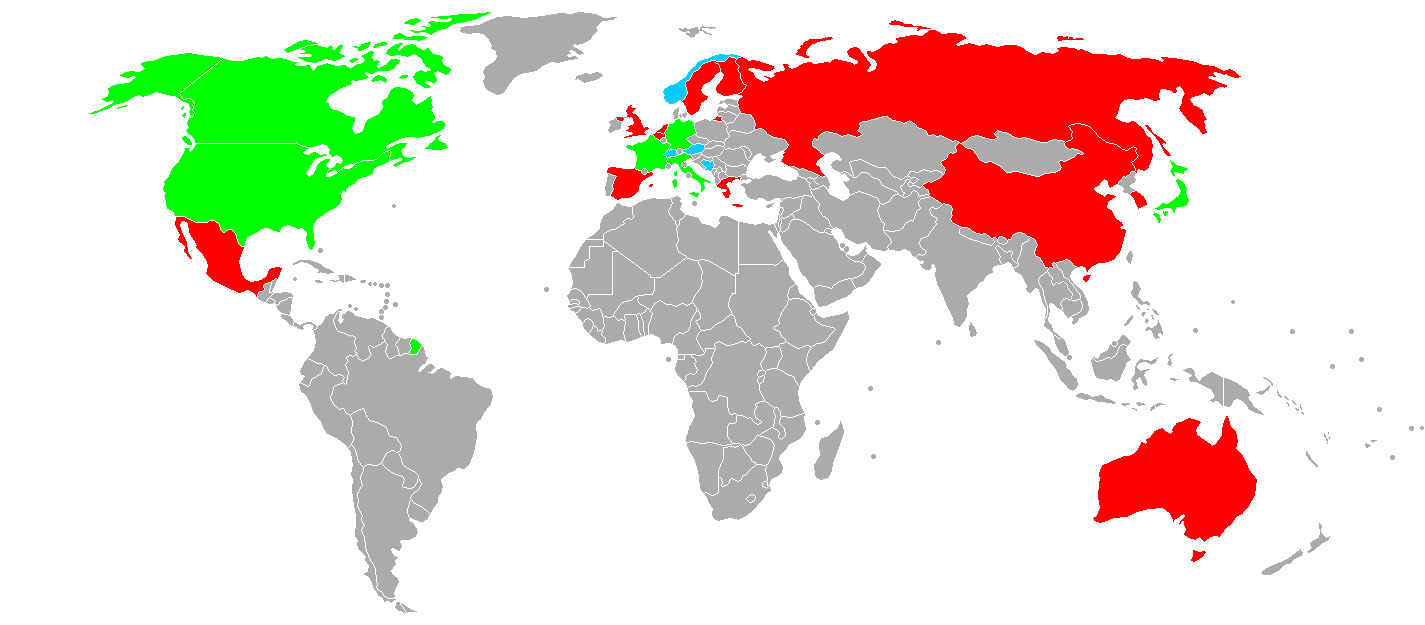
خريطة الدول التي استضافت الألعاب الأولمبية
البلدان التي استضافت دورة الألعاب الشتوية ودورة الألعاب الصيفية
البلدان التي استضافت دورة الألعاب الصيفية فقط
البلدان التي استضافت دورة الألعاب الشتوية فقط

ضمت هذه الألعاب مسابقات في ركوب الدراجات والمبارزة بالسيف والجمباز والرمي بالبندقية والسباحة والتنس وألعاب القوى ورفع الأثقال والمصارعة وسيطر الرياضيون الأمريكيون على المسابقات بينما نجح عداء يوناني بالفوز في سباق الماراثون.
- المدن المستضيفة للألعاب الأولمبية الحديثة[102]

|       | ألعاب أولمبية صيفية | ألعاب أولمبية صيفية | ألعاب أولمبية صيفية            |        | ألعاب أولمبية شتوية       | ألعاب أولمبية شتوية     | ألعاب أولمبية شتوية |
| ----- | ------------------- | ------------------- | ------------------------------ | ------ | ------------------------- | ----------------------- | ------------------- |
| السنة | الأولمبياد          | المدينة المستضيفة   | الدولة                         | الدورة | المدينة المستضيفة         | الدولة                  |                     |
| 1896  | I                   | أثينا (1)           | اليونان (1)                    |        |                           |                         |                     |
| 1900  | II                  | باريس (1)           | فرنسا (1)                      |        |                           |                         |                     |
| 1904  | III                 | سانت لويس (1)       | الولايات المتحدة الأمريكية (1) |        |                           |                         |                     |
| 1906  | غير رسمية           | أثينا               | اليونان                        |        |                           |                         |                     |
| 1908  | IV                  | لندن (1)            | المملكة المتحدة (1)            |        |                           |                         |                     |
| 1912  | V                   | ستوكهولم (1)        | السويد (1)                     |        |                           |                         |                     |
| 1916  | VI                  | برلين (ألغيت)       | ألمانيا (ألغيت)                |        |                           |                         |                     |
| 1920  | VII                 | أنتويرب (1)         | بلجيكا (1)                     |        |                           |                         |                     |
| 1924  | VIII                | باريس (2)           | فرنسا (2)                      | I      | شاموني (1)                | فرنسا (1)               |                     |
| 1928  | IX                  | أمستردام (1)        | هولندا (1)                     | II     | سان موريتز (1)            | سويسرا (1)              |                     |
| 1932  | X                   | لوس أنجلوس (1)      | الولايات المتحدة (2)           | III    | لايك بلاسيد (1)           | الولايات المتحدة (1)    |                     |
| 1936  | XI                  | برلين (1)           | ألمانيا النازية (1)            | IV     | غارميش-بارتنكيرخن (1)     | ألمانيا النازية (1)     |                     |
| 1940  | XII                 | هلسينكي (ألغيت)     | فنلندا (ألغيت)                 | (V)    | غارميش-بارتنكيرخن (ألغيت) | ألمانيا النازية (ألغيت) |                     |
| 1944  | XIII                | لندن (ألغيت)        | المملكة المتحدة (ألغيت)        | (V)    | كورتينا دامبيدزو (ألغيت)  | إيطاليا (ألغيت)         |                     |
| 1948  | XIV                 | لندن (2)            | المملكة المتحدة (2)            | V      | سان موريتز (2)            | سويسرا (2)              |                     |
| 1952  | XV                  | هلسنكي (1)          | فنلندا (1)                     | VI     | أوسلو (1)                 | النرويج (1)             |                     |
| 1956  | XVI                 | ملبورن (1)          | أستراليا (1)                   | VII    | كورتينا دامبيدزو (1)      | إيطاليا (1)             |                     |
| 1960  | XVII                | روما (1)            | إيطاليا (1)                    | VIII   | سكوا فالي (1)             | الولايات المتحدة (2)    |                     |
| 1964  | XVIII               | طوكيو (1)           | اليابان (1)                    | IX     | إنسبروك (1)               | النمسا (1)              |                     |
| 1968  | XIX                 | مكسيكو سيتي (1)     | المكسيك (1)                    | X      | غرينوبل (1)               | فرنسا (2)               |                     |
| 1972  | XX                  | ميونخ (1)           | ألمانيا الغربية (2)            | XI     | سابورو (1)                | اليابان (1)             |                     |
| 1976  | XXI                 | مونتريال (1)        | كندا (1)                       | XII    | إنسبروك (2)               | النمسا (2)              |                     |
| 1980  | XXII                | موسكو (1)           | الاتحاد السوفييتي (1)          | XIII   | لايك بلاسيد (2)           | الولايات المتحدة (3)    |                     |
| 1984  | XXIII               | لوس انجلس (2)       | الولايات المتحدة (3)           | XIV    | سراييفو (1)               | جمهورية يوغسلافيا (1)   |                     |
| 1988  | XXIV                | سيول (1)            | كوريا الجنوبية (1)             | XV     | كالغاري (1)               | كندا (1)                |                     |
| 1992  | XXV                 | برشلونة (1)         | إسبانيا (1)                    | XVI    | ألبيرفيل (1)              | فرنسا (3)               |                     |
| 1994  |                     |                     |                                | XVII   | ليلهامر (1)               | النرويج (2)             |                     |
| 1996  | XXVI                | أتلانتا (1)         | الولايات المتحدة (4)           |        |                           |                         |                     |
| 1998  |                     |                     |                                | XVIII  | نغانو (1)                 | اليابان (2)             |                     |
| 2000  | XXVII               | سيدني (1)           | أستراليا (2)                   |        |                           |                         |                     |
| 2002  |                     |                     |                                | XIX    | سولت ليك (1)              | الولايات المتحدة (4)    |                     |
| 2004  | XXVIII              | أثينا (2)           | اليونان (2)                    |        |                           |                         |                     |
| 2006  |                     |                     |                                | XX     | تورينو (1)                | إيطاليا (2)             |                     |
| 2008  | XXIX                | بكين (1)            | الصين (1)                      |        |                           |                         |                     |
| 2010  |                     |                     |                                | XXI    | فانكوفر (1)               | كندا (2)                |                     |
| 2012  | XXX                 | لندن (3)            | المملكة المتحدة (3)            |        |                           |                         |                     |
| 2014  |                     |                     |                                | XXII   | سوتشي (1)                 | روسيا (1)               |                     |
| 2016  | XXXI                | ريو دي جانيرو (1)   | البرازيل (1)                   |        |                           |                         |                     |
| 2018  |                     |                     |                                | XXIII  |                           |                         |                     |
| 2021  | XXXII               | طوكيو (2)           | اليابان (2)                    |        |                           |                         |                     |

## المسابقات المشاركة
| ك ا ن و - | ك ا ي ا ك |
| --------- | --------- |

| ا ل ك ر ة - | ا ل ط ا ئ ر ة |
| ----------- | ------------- |

## الميداليات

### الميداليات حسب الدول
تصنيف حسب عدد الميداليات للألعاب الأولمبية الصيفية + الشتوية إلى غاية الألعاب الأولمبية الصيفية 2008 :
|                  | ألعاب أولمبية صيفية | ألعاب أولمبية صيفية | ألعاب أولمبية صيفية | ألعاب أولمبية صيفية | ألعاب أولمبية شتوية | ألعاب أولمبية شتوية | ألعاب أولمبية شتوية | ألعاب أولمبية شتوية | الصيفية + الشتوية | الصيفية + الشتوية | الصيفية + الشتوية | الصيفية + الشتوية | المنافسات       |
| ---------------- | ------------------- | ------------------- | ------------------- | ------------------- | ------------------- | ------------------- | ------------------- | ------------------- | ----------------- | ----------------- | ----------------- | ----------------- | --------------- |
| الدول            | ذهب                 | فضة                 | برونز               | المجموع             | ذهب                 | فضة                 | برونز               | المجموع             | ذهب               | فضة               | برونز             | المجموع           | الصيفية+الشتوية |
| الولايات المتحدة | 930                 | 730                 | 638                 | 2298                | 78                  | 80                  | 58                  | 216                 | 1008              | 810               | 696               | 2514              | 45              |
| الاتحاد السوفيتي | 395                 | 319                 | 296                 | 1010                | 78                  | 57                  | 59                  | 194                 | 473               | 376               | 355               | 1204              | 18              |
| إيطاليا          | 190                 | 158                 | 174                 | 522                 | 36                  | 31                  | 34                  | 101                 | 226               | 189               | 208               | 623               | 45              |
| ألمانيا          | 163                 | 163                 | 203                 | 529                 | 60                  | 59                  | 41                  | 160                 | 223               | 222               | 244               | 689               | 22              |
| فرنسا            | 191                 | 212                 | 233                 | 636                 | 27                  | 27                  | 40                  | 94                  | 218               | 239               | 273               | 730               | 46              |
| المملكة المتحدة  | 207                 | 255                 | 253                 | 715                 | 8                   | 3                   | 10                  | 21                  | 215               | 258               | 263               | 736               | 46              |
| ألمانيا الشرقية  | 153                 | 129                 | 127                 | 409                 | 39                  | 36                  | 35                  | 110                 | 192               | 165               | 162               | 519               | 11              |
| السويد           | 142                 | 160                 | 173                 | 475                 | 43                  | 31                  | 44                  | 118                 | 185               | 191               | 217               | 593               | 45              |
| الصين            | 163                 | 117                 | 106                 | 386                 | 4                   | 16                  | 13                  | 33                  | 167               | 133               | 119               | 419               | 16              |
| المجر            | 159                 | 141                 | 159                 | 459                 | 0                   | 2                   | 4                   | 6                   | 159               | 143               | 163               | 465               | 44              |

### الميداليات حسب الأكثر تتويج
| المنافس         | الجنسية          | المنافسة      | السنة     | ذهب | فضة | برونز | المجموع |
| مايكل فيلبس.    | الولايات المتحدة | السباحة       | 2004–2016 | 18  | 2   | 2     | 22      |
| لاريسا لاتينينا | الاتحاد السوفيتي | الجمباز الفني | 1956–1964 | 9   | 5   | 4     | 18      |
| بآفو نورمي      | فنلندا           | ألعاب قوى     | 1920–1928 | 9   | 3   | 0     | 12      |
| مارك سبيتز      | الولايات المتحدة | السباحة       | 1968–1972 | 9   | 1   | 1     | 11      |
| كارل لويس       | الولايات المتحدة | ألعاب القوى   | 1984–1996 | 9   | 1   | 0     | 10      |
| بجورناس داليس   | النرويج          | التزلج        | 1992–1998 | 8   | 4   | 0     | 12      |
| بيرجيت فيشر     | ألمانيا          | كانو-كاياك    | 1980–2004 | 8   | 4   | 0     | 12      |
| ساو كاتو        | اليابان          | الجمباز الفني | 1968–1976 | 8   | 3   | 1     | 12      |
| جيني تومبسون    | الولايات المتحدة | السباحة       | 1992–2004 | 8   | 3   | 1     | 12      |
| مات بيوندي      | الولايات المتحدة | السباحة       | 1984–1992 | 8   | 2   | 1     | 11      |
| راي إوري        | الولايات المتحدة | ألعاب القوى   | 1900-1908 | 8   | 0   | 0     | 8       |